# 일본 프로 야구 최다 타점
일본 프로 야구에서 최다 타점(일본어: 最多打点)은 타격 부문 타이틀 중의 하나이며 타점왕(打点王)이라고도 한다. 수위 타자, 최다 홈런과 동시 수상한 선수는 ‘3관왕’으로 불린다.

## 역대 타점왕

### 단일 리그 시대
| 연도      | 성명              | 소속            | 타점 |
| --------- | ----------------- | --------------- | ---- |
| 1936 추계 | 후루야 구라노스케 | 나고야 긴코군   | 23   |
| 1937 춘계 | 가게우라 마사루   | 오사카 타이거스 | 47   |
| 1937 추계 | 나카지마 하루야스 | 도쿄 교진군     | 37   |
| 1938 춘계 | 가게우라 마사루   | 오사카 타이거스 | 31   |
| 1938 추계 | 나카지마 하루야스 | 도쿄 교진군     | 38   |
| 1939      | 가와카미 데쓰하루 | 도쿄 교진군     | 75   |
| 1940      | 나카지마 하루야스 | 도쿄 교진군     | 67   |
| 1941      | 가와카미 데쓰하루 | 도쿄 교진군     | 57   |
| 1942      | 나카지마 하루야스 | 도쿄 교진군     | 60   |
| 1943      | 아오타 노보루     | 도쿄 교진군     | 42   |
| 1943      | 노구치 아키라     | 니시테쓰군      | 42   |
| 1944      | 후지무라 후미오   | 한신군          | 25   |
| 1946      | 야마모토 가즈토   | 그레이트 링     | 95   |
| 1947      | 후지무라 후미오   | 오사카 타이거스 | 71   |
| 1948      | 후지무라 후미오   | 오사카 타이거스 | 108  |
| 1949      | 후지무라 후미오   | 오사카 타이거스 | 142  |

### 양대 리그 시대
| 연도 | 센트럴 리그            | 센트럴 리그              | 센트럴 리그 | 퍼시픽 리그           | 퍼시픽 리그                | 퍼시픽 리그 |
| 연도 | 성명                   | 소속                     | 타점        | 성명                  | 소속                       | 타점        |
| ---- | ---------------------- | ------------------------ | ----------- | --------------------- | -------------------------- | ----------- |
| 1950 | 고즈루 마코토          | 쇼치쿠 로빈스            | 161         | 벳토 가오루           | 마이니치 오리온스          | 105         |
| 1951 | 아오타 노보루          | 요미우리 자이언츠        | 105         | 이이다 도쿠지         | 난카이 호크스              | 87          |
| 1952 | 니시자와 미치오        | 나고야 드래건스          | 98          | 이이다 도쿠지         | 난카이 호크스              | 86          |
| 1953 | 후지무라 후미오        | 오사카 타이거스          | 98          | 나카니시 후토시       | 니시테쓰 라이온스          | 86          |
| 1954 | 스기야마 사토시        | 주니치 드래건스          | 91          | 야마우치 가즈히로     | 마이니치 오리온스          | 97          |
| 1954 | 와타나베 히로유키      | 오사카 타이거스          | 91          | 야마우치 가즈히로     | 마이니치 오리온스          | 97          |
| 1955 | 가와카미 데쓰하루      | 요미우리 자이언츠        | 79          | 야마우치 가즈히로     | 마이니치 오리온스          | 99          |
| 1956 | 미야모토 도시오        | 요미우리 자이언츠        | 69          | 나카니시 후토시       | 니시테쓰 라이온스          | 95          |
| 1957 | 미야모토 도시오        | 요미우리 자이언츠        | 78          | 나카니시 후토시       | 니시테쓰 라이온스          | 100         |
| 1958 | 나가시마 시게오        | 요미우리 자이언츠        | 92          | 가쓰라기 다카오       | 마이니치 다이에이 오리온스 | 85          |
| 1959 | 모리 도루              | 주니치 드래건스          | 87          | 가쓰라기 다카오       | 마이니치 다이에이 오리온스 | 95          |
| 1960 | 후지모토 가쓰미        | 오사카 타이거스          | 76          | 야마우치 가즈히로     | 마이니치 다이에이 오리온스 | 103         |
| 1961 | 구와타 다케시          | 다이요 웨일스            | 94          | 야마우치 가즈히로     | 마이니치 다이에이 오리온스 | 112         |
| 1962 | 오 사다하루            | 요미우리 자이언츠        | 85          | 노무라 가쓰야         | 난카이 호크스              | 104         |
| 1963 | 나가시마 시게오        | 요미우리 자이언츠        | 112         | 노무라 가쓰야         | 난카이 호크스              | 135         |
| 1964 | 오 사다하루            | 요미우리 자이언츠        | 119         | 노무라 가쓰야         | 난카이 호크스              | 115         |
| 1965 | 오 사다하루            | 요미우리 자이언츠        | 104         | 노무라 가쓰야         | 난카이 호크스              | 110         |
| 1966 | 오 사다하루            | 요미우리 자이언츠        | 116         | 노무라 가쓰야         | 난카이 호크스              | 97          |
| 1967 | 오 사다하루            | 요미우리 자이언츠        | 107         | 노무라 가쓰야         | 난카이 호크스              | 100         |
| 1968 | 나가시마 시게오        | 요미우리 자이언츠        | 125         | 조지 올트먼           | 도쿄 오리온스              | 100         |
| 1969 | 나가시마 시게오        | 요미우리 자이언츠        | 115         | 나가이케 도쿠지       | 한큐 브레이브스            | 101         |
| 1970 | 나가시마 시게오        | 요미우리 자이언츠        | 105         | 오스기 가쓰오         | 도에이 플라이어스          | 129         |
| 1971 | 오 사다하루            | 요미우리 자이언츠        | 101         | 가도타 히로미쓰       | 난카이 호크스              | 120         |
| 1972 | 오 사다하루            | 요미우리 자이언츠        | 120         | 노무라 가쓰야         | 난카이 호크스              | 101         |
| 1972 | 오 사다하루            | 요미우리 자이언츠        | 120         | 오스기 가쓰오         | 도에이 플라이어스          | 101         |
| 1973 | 오 사다하루            | 요미우리 자이언츠        | 114         | 나가이케 도쿠지       | 한큐 브레이브스            | 109         |
| 1974 | 오 사다하루            | 요미우리 자이언츠        | 107         | 나가이케 도쿠지       | 한큐 브레이브스            | 96          |
| 1975 | 오 사다하루            | 요미우리 자이언츠        | 96          | 가토 히데지           | 한큐 브레이브스            | 97          |
| 1976 | 오 사다하루            | 요미우리 자이언츠        | 123         | 가토 히데지           | 한큐 브레이브스            | 82          |
| 1977 | 오 사다하루            | 요미우리 자이언츠        | 124         | 레론 리               | 롯데 오리온스              | 109         |
| 1978 | 오 사다하루            | 요미우리 자이언츠        | 118         | 바비 마르카노         | 한큐 브레이브스            | 94          |
| 1979 | 야마모토 고지          | 히로시마 도요 카프       | 113         | 가토 히데지           | 한큐 브레이브스            | 104         |
| 1980 | 야마모토 고지          | 히로시마 도요 카프       | 112         | 찰리 매뉴엘           | 긴테쓰 버펄로스            | 129         |
| 1981 | 야마모토 고지          | 히로시마 도요 카프       | 103         | 토니 솔레이터         | 닛폰햄 파이터스            | 108         |
| 1982 | 가케후 마사유키        | 한신 타이거스            | 95          | 오치아이 히로미쓰     | 롯데 오리온스              | 99          |
| 1983 | 하라 다쓰노리          | 요미우리 자이언츠        | 103         | 미즈타니 지쓰오       | 한큐 브레이브스            | 114         |
| 1984 | 기누가사 사치오        | 히로시마 도요 카프       | 102         | 부머 웰스             | 한큐 브레이브스            | 130         |
| 1985 | 랜디 바스              | 한신 타이거스            | 134         | 오치아이 히로미쓰     | 롯데 오리온스              | 146         |
| 1986 | 랜디 바스              | 한신 타이거스            | 109         | 오치아이 히로미쓰     | 롯데 오리온스              | 116         |
| 1987 | 카를로스 폰세          | 요코하마 다이요 웨일스   | 98          | 부머 웰스             | 한큐 브레이브스            | 119         |
| 1988 | 카를로스 폰세          | 요코하마 다이요 웨일스   | 102         | 가도타 히로미쓰       | 난카이 호크스              | 125         |
| 1989 | 오치아이 히로미쓰      | 주니치 드래건스          | 116         | 부머 웰스             | 오릭스 브레이브스          | 124         |
| 1990 | 오치아이 히로미쓰      | 주니치 드래건스          | 102         | 오레스테스 데스트라데 | 세이부 라이온스            | 106         |
| 1990 | 오치아이 히로미쓰      | 주니치 드래건스          | 102         | 이시미네 가즈히코     | 오릭스 브레이브스          | 106         |
| 1991 | 히로사와 가쓰미        | 야쿠르트 스왈로스        | 99          | 오레스테스 데스트라데 | 세이부 라이온스            | 92          |
| 1991 | 히로사와 가쓰미        | 야쿠르트 스왈로스        | 99          | 짐 트래버             | 긴테쓰 버펄로스            | 92          |
| 1992 | 래리 시츠              | 요코하마 다이요 웨일스   | 100         | 부머 웰스             | 후쿠오카 다이에 호크스     | 97          |
| 1993 | 히로사와 가쓰미        | 야쿠르트 스왈로스        | 94          | 랄프 브라이언트       | 긴테쓰 버펄로스            | 107         |
| 1993 | 로버트 로즈            | 요코하마 베이스타스      | 94          | 랄프 브라이언트       | 긴테쓰 버펄로스            | 107         |
| 1994 | 다이호 야스아키        | 주니치 드래건스          | 107         | 이시이 히로오         | 긴테쓰 버펄로스            | 111         |
| 1995 | 에토 아키라            | 히로시마 도요 카프       | 106         | 이치로                | 오릭스 블루웨이브          | 80          |
| 1995 | 에토 아키라            | 히로시마 도요 카프       | 106         | 다나카 유키오         | 닛폰햄 파이터스            | 80          |
| 1995 | 에토 아키라            | 히로시마 도요 카프       | 106         | 하쓰시바 기요시       | 지바 롯데 마린스           | 80          |
| 1996 | 루이스 로페즈          | 히로시마 도요 카프       | 109         | 트로이 닐             | 오릭스 블루웨이브          | 111         |
| 1997 | 루이스 로페즈          | 히로시마 도요 카프       | 112         | 고쿠보 히로키         | 후쿠오카 다이에 호크스     | 114         |
| 1998 | 마쓰이 히데키          | 요미우리 자이언츠        | 100         | 나이젤 윌슨           | 닛폰햄 파이터스            | 124         |
| 1999 | 로버트 로즈            | 요코하마 베이스타스      | 153         | 터피 로즈             | 오사카 긴테쓰 버펄로스     | 101         |
| 2000 | 마쓰이 히데키          | 요미우리 자이언츠        | 108         | 나카무라 노리히로     | 오사카 긴테쓰 버펄로스     | 110         |
| 2001 | 로베르토 페타지니      | 야쿠르트 스왈로스        | 127         | 나카무라 노리히로     | 오사카 긴테쓰 버펄로스     | 132         |
| 2002 | 마쓰이 히데키          | 요미우리 자이언츠        | 107         | 터피 로즈             | 오사카 긴테쓰 버펄로스     | 117         |
| 2003 | 알렉스 라미레스        | 야쿠르트 스왈로스        | 123         | 마쓰나카 노부히코     | 후쿠오카 다이에 호크스     | 123         |
| 2004 | 가네모토 도모아키      | 한신 타이거스            | 113         | 마쓰나카 노부히코     | 후쿠오카 다이에 호크스     | 120         |
| 2005 | 이마오카 마코토        | 한신 타이거스            | 147         | 마쓰나카 노부히코     | 후쿠오카 소프트뱅크 호크스 | 121         |
| 2006 | 타이론 우즈            | 주니치 드래건스          | 144         | 오가사와라 미치히로   | 홋카이도 닛폰햄 파이터스   | 100         |
| 2006 | 타이론 우즈            | 주니치 드래건스          | 144         | 알렉스 카브레라       | 세이부 라이온스            | 100         |
| 2007 | 알렉스 라미레스        | 야쿠르트 스왈로스        | 122         | 야마사키 다케시       | 도호쿠 라쿠텐 골든이글스   | 108         |
| 2008 | 알렉스 라미레스        | 요미우리 자이언츠        | 125         | 터피 로즈             | 오릭스 버펄로스            | 118         |
| 2009 | 토니 블랑코            | 주니치 드래건스          | 110         | 나카무라 다케야       | 사이타마 세이부 라이온스   | 122         |
| 2010 | 알렉스 라미레스        | 요미우리 자이언츠        | 129         | 고야노 에이이치       | 홋카이도 닛폰햄 파이터스   | 109         |
| 2011 | 아라이 다카히로        | 한신 타이거스            | 93          | 나카무라 다케야       | 사이타마 세이부 라이온스   | 116         |
| 2012 | 아베 신노스케          | 요미우리 자이언츠        | 104         | 이대호                | 오릭스 버펄로스            | 91          |
| 2013 | 토니 블랑코            | 요코하마 DeNA 베이스타스 | 136         | 아사무라 히데토       | 사이타마 세이부 라이온스   | 110         |
| 2014 | 마우로 고메스          | 한신 타이거스            | 109         | 나카타 쇼             | 홋카이도 닛폰햄 파이터스   | 100         |
| 2015 | 하타케야마 가즈히로    | 도쿄 야쿠르트 스왈로스   | 105         | 나카무라 다케야       | 사이타마 세이부 라이온스   | 124         |
| 2016 | 쓰쓰고 요시토모        | 요코하마 DeNA 베이스타스 | 110         | 나카타 쇼             | 홋카이도 닛폰햄 파이터스   | 110         |
| 2017 | 호세 셀레스티노 로페스 | 요코하마 DeNA 베이스타스 | 105         | 알프레도 데스파이그네 | 후쿠오카 소프트뱅크 호크스 | 103         |
| 2018 | 블라디미르 발렌틴      | 도쿄 야쿠르트 스왈로스   | 131         | 아사무라 히데토       | 사이타마 세이부 라이온스   | 127         |
| 2019 | 네프탈리 소토          | 요코하마 DeNA 베이스타스 | 108         | 나카무라 다케야       | 사이타마 세이부 라이온스   | 123         |
| 2020 | 오카모토 가즈마        | 요미우리 자이언츠        | 97          | 나카타 쇼             | 홋카이도 닛폰햄 파이터스   | 108         |
| 2021 | 오카모토 가즈마        | 요미우리 자이언츠        | 113         | 시마우치 히로아키     | 도호쿠 라쿠텐 골든이글스   | 96          |
| 2022 | 무라카미 무네타카      | 도쿄 야쿠르트 스왈로스   | 134         | 야마카와 호타카       | 사이타마 세이부 라이온스   | 90          |
| 2023 | 마키 슈고              | 요코하마 DeNA 베이스타스 | 103         | 곤도 겐스케           | 후쿠오카 소프트뱅크 호크스 | 87          |
| 2024 | 무라카미 무네타카      | 도쿄 야쿠르트 스왈로스   | 86          | 야마카와 호타카       | 후쿠오카 소프트뱅크 호크스 | 99          |

- 굵은 글씨는 리그 기록.
- 붉은색 글씨는 NPB 역대 최고 성적

## 주요 기록

### 여러 차례 수상자
- 굵은 글씨: 현역 선수
- 해당 항목 기준은 4회 이상

| 선수              | 횟 수 | 연도                                                                         |
| ----------------- | ----- | ---------------------------------------------------------------------------- |
| 오 사다하루       | 13    | 1962, 1964, 1965, 1966, 1967, 1971, 1972, 1973, 1974, 1975, 1976, 1977, 1978 |
| 노무라 가쓰야     | 7     | 1962, 1963, 1964, 1965, 1966, 1967, 1972                                     |
| 후지무라 후미오   | 5     | 1944, 1947, 1948, 1949, 1953                                                 |
| 나가시마 시게오   | 5     | 1958, 1963, 1968, 1969, 1970                                                 |
| 오치아이 히로미쓰 | 5     | 1982, 1985, 1986, 1990, 1991                                                 |
| 나카지마 하루야스 | 4     | 1937 추계, 1938 추계, 1940, 1942                                             |
| 야마우치 가즈히로 | 4     | 1954, 1955, 1960, 1961                                                       |
| 부머 웰스         | 4     | 1984, 1987, 1989, 1992                                                       |
| 알렉스 라미레스   | 4     | 2003, 2007, 2008, 2010                                                       |
| 나카무라 다케야   | 4     | 2009, 2011, 2015, 2019                                                       |

### 그 외의 기록
- 타점에 관한 기록
  - 센트럴 리그 최다 타점 : 161타점 → 고즈루 마코토(1950년)
  - 퍼시픽 리그 최다 타점 : 146타점 → 오치아이 히로미쓰(1985년)
  - 센트럴 리그 최저 타점 : 69타점 → 미야모토 도시오(1956년)
  - 퍼시픽 리그 최저 타점 : 80타점 → 이치로, 다나카 유키오, 하쓰시바 기요시(1995년)
- 양대 리그 수상자
  - 오치아이 히로미쓰(퍼시픽: 1982, 1985, 1986 / 센트럴: 1989, 1990)

## 같이 보기
- KBO 타점상